# Jackson Rodríguez
Jackson Jesús Rodríguez Ortiz (Rubio, Táchira, 25 de febrero de 1985) es un ciclista venezolano.
Consiguió victorias profesionales como amateur en el UCI America Tour lo que hizo que el equipo profesional Androni Giocattoli lo fichase en el 2008 convirtiéndose así en profesional.

## Palmarés
| 2005 (como amateur) - 1 etapa de la Vuelta al Táchira 2006 (como amateur) - 1 etapa de la Vuelta al Táchira - 1 etapa de la Vuelta a Cuba - 1 etapa de la Vuelta a Venezuela - 1 etapa del Clásico Ciclístico Banfoandes 2008 - 1 etapa de la Vuelta Independencia Nacional - 1 etapa de la Vuelta al Alentejo - 1 etapa de la Vuelta a Venezuela 2009 - Vuelta a México, más 1 etapa 2010 - 1 etapa del Tour de San Luis | 2012 - 3.º en el Campeonato de Venezuela en Ruta - 1 etapa de la Vuelta a Venezuela 2013 - 2 etapas de la Vuelta a Venezuela 2014 - 3.º en el Campeonato Suramericano en Ruta 2016 (como amateur) - 1 etapa de la Vuelta al Táchira 2017 (como amateur) - 1 etapa de la Vuelta al Táchira 2019 (como amateur) - 1 etapa de la Vuelta Ciclista a Miranda 2020 6ta etapa vuelta al tachira 55 edicion |

## Resultados en Grandes Vueltas y Campeonato del Mundo
| Carrera         | 2008 | 2009 | 2010 | 2011 | 2012 | 2013 | 2014 | 2015 | 2016 | 2017 |
| --------------- | ---- | ---- | ---- | ---- | ---- | ---- | ---- | ---- | ---- | ---- |
| Giro de Italia  | -    | 26º  | 51.º | Ab.  | 49.º | 50.º | 86.º | -    | -    | -    |
| Tour de Francia | -    | -    | -    | -    | -    | -    | -    | -    | -    | -    |
| Vuelta a España | -    | -    | -    | -    | -    | -    | -    | -    | -    | -    |
| Mundial en Ruta | Ab.  | Ab.  | Ab.  | -    | -    | Ab.  | -    | -    | -    | -    |

-: no participa

Ab.: Abandona

## Equipos
- Androni Giocattoli (2008-2016)
- China Continental Team of Gansu Bank (07.2017-12.2017)